# 圣约翰教堂 (维尔茨堡)

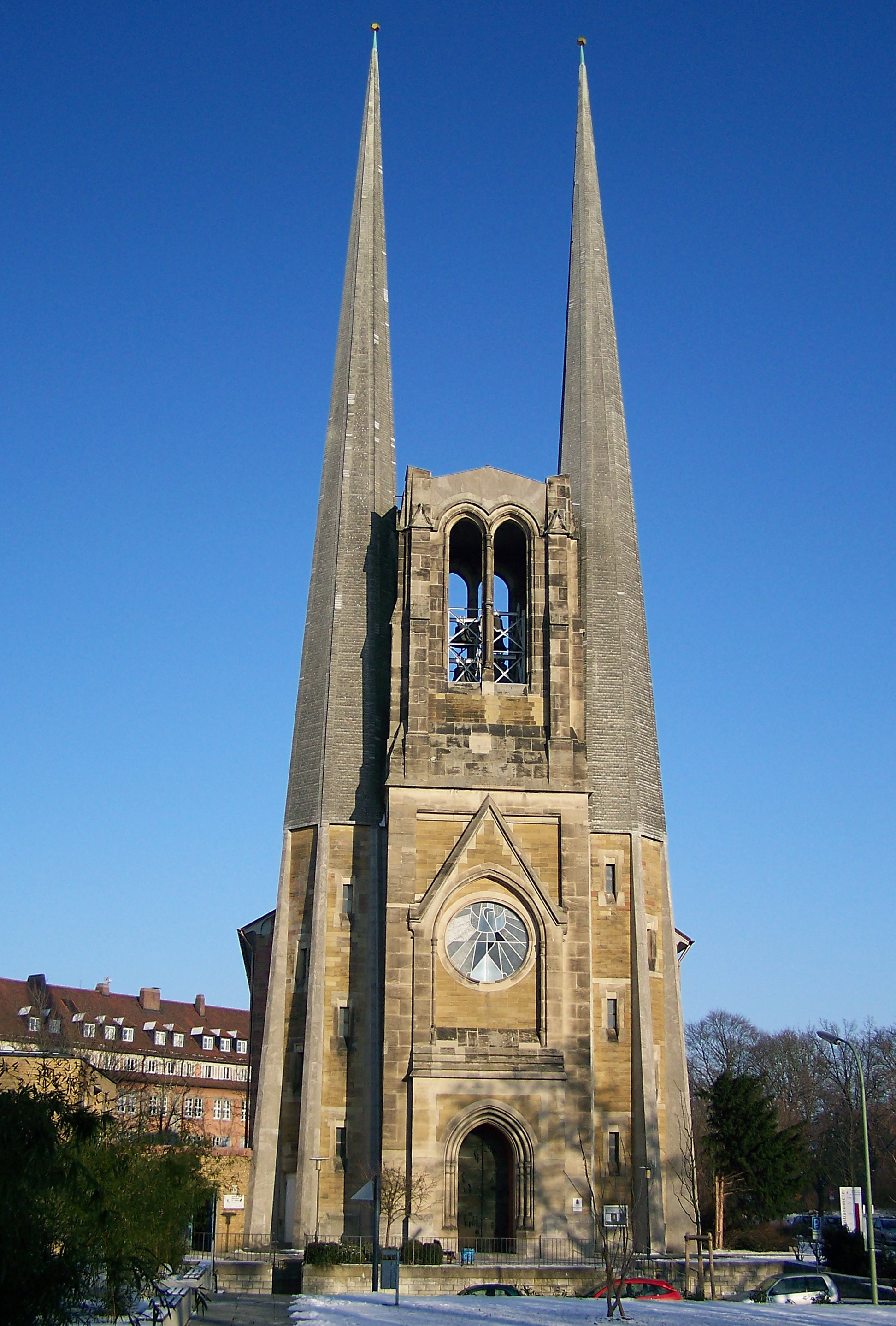
圣约翰教堂

圣约翰教堂（St.-Johannis-Kirche）是维尔茨堡的第二座路德会教堂。1895年6月24日奉献给施洗约翰。这座教堂坐落在维尔茨堡内城，主教宫东北方200米，Hofstallstraße 和 Husarenstraße两条街的路口。

## 建筑
在第二次世界大战期间，1945年3月16日，圣约翰教堂遭轰炸受损严重。1956年至1957年，慕尼黑建筑师 Reinhard Riemerschmid（1914至1996年）拆除了塔楼的残余，设计了两座新的细长的八角锥形塔楼，钢结构，浅灰色，高60米。如此改建以后，教堂呈现梯形，如同一个纪念碑。

## 内部
原来的圣约翰教堂建筑是三个走道，改建后只有一个，强化其简化的特点。倾斜的屋顶，使得内部具有明显的帐篷般的观感。
内部的焦点是一个椴木雕刻，慕尼黑雕塑家赫尔穆特·阿曼的基督审判图。基督的两侧是吹号手，还有打开的书和彩虹。
圣约翰教堂的钟为施韦因富特的 Georg Schäfer 捐赠。

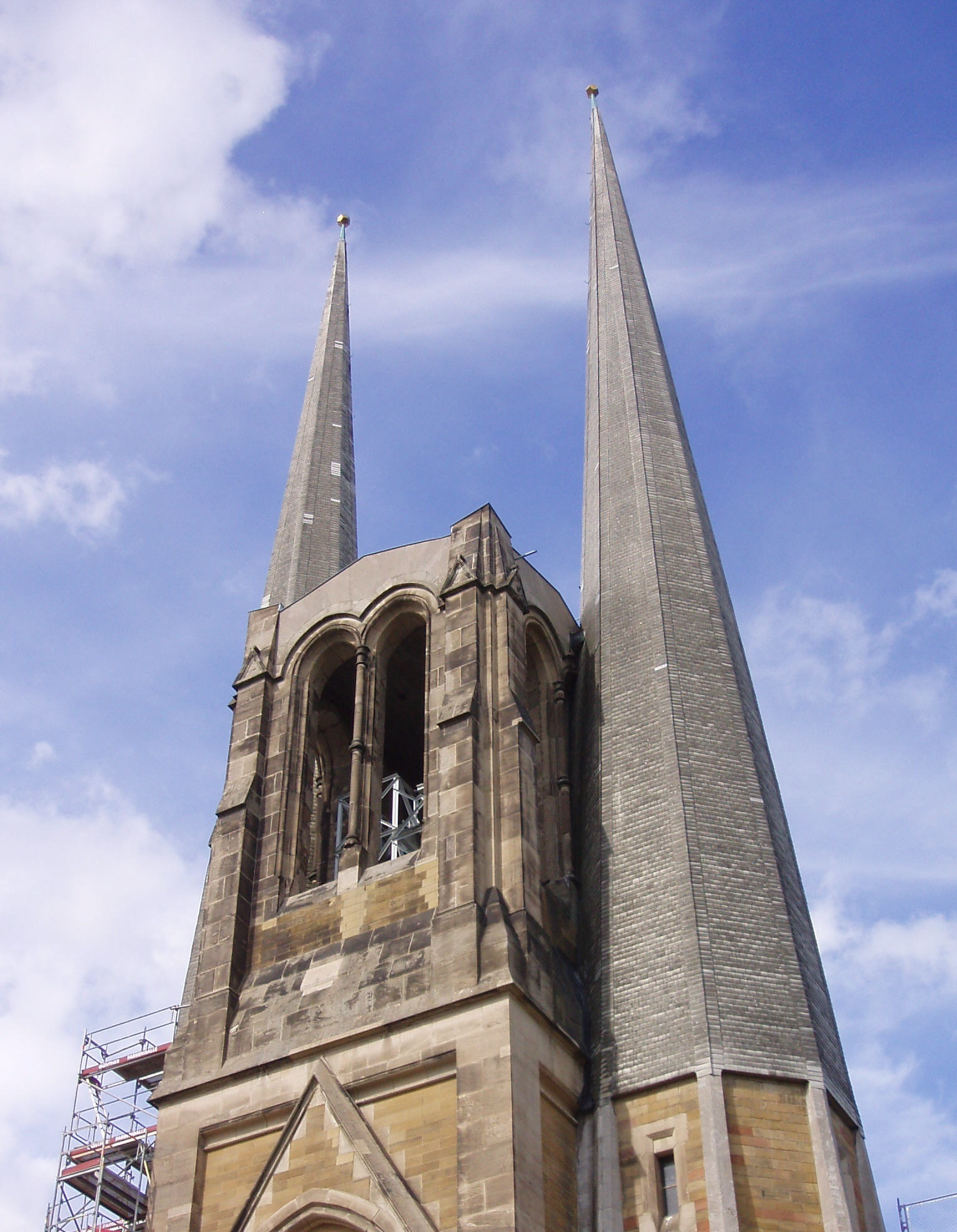
塔楼
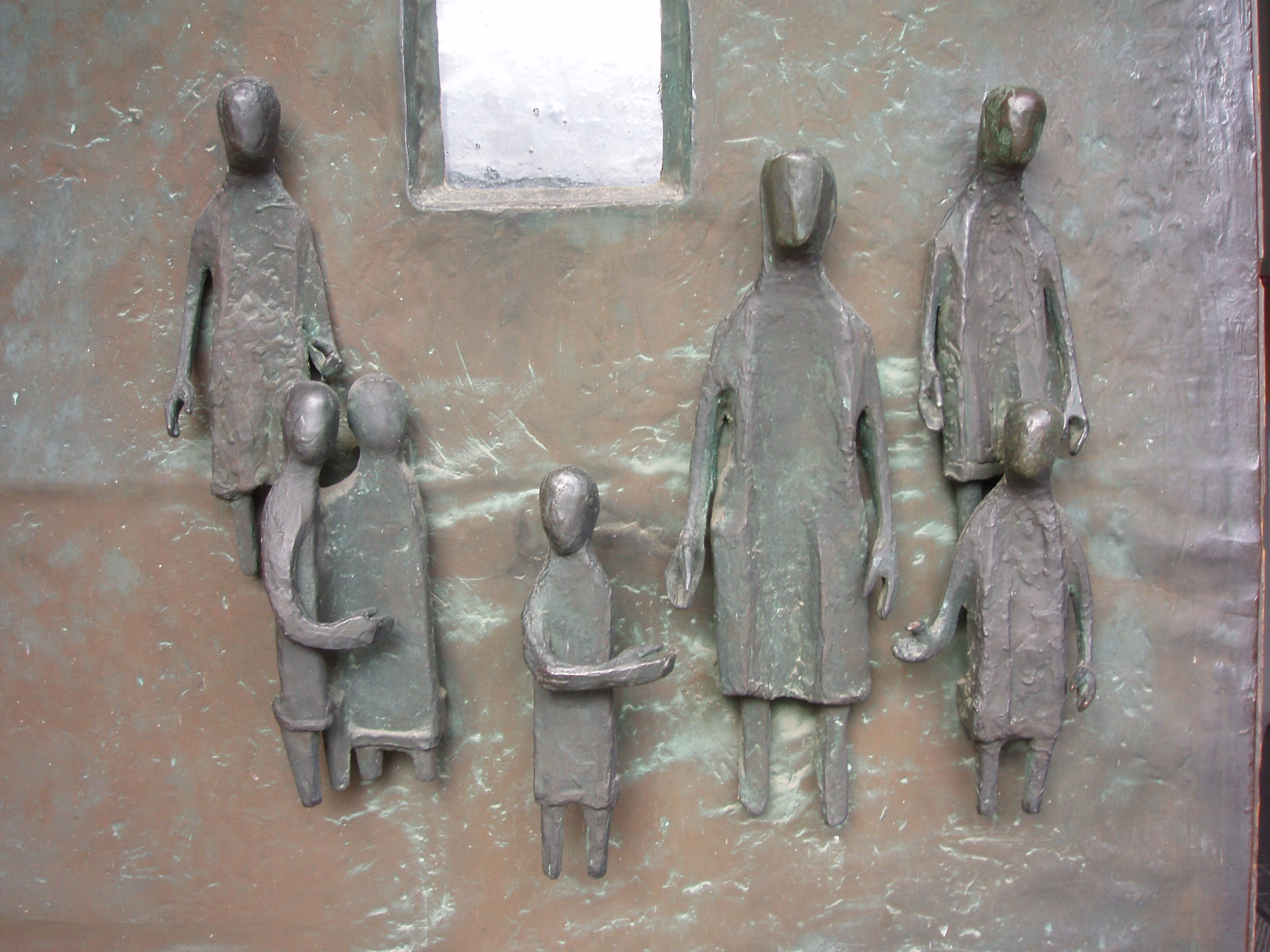
大门细部
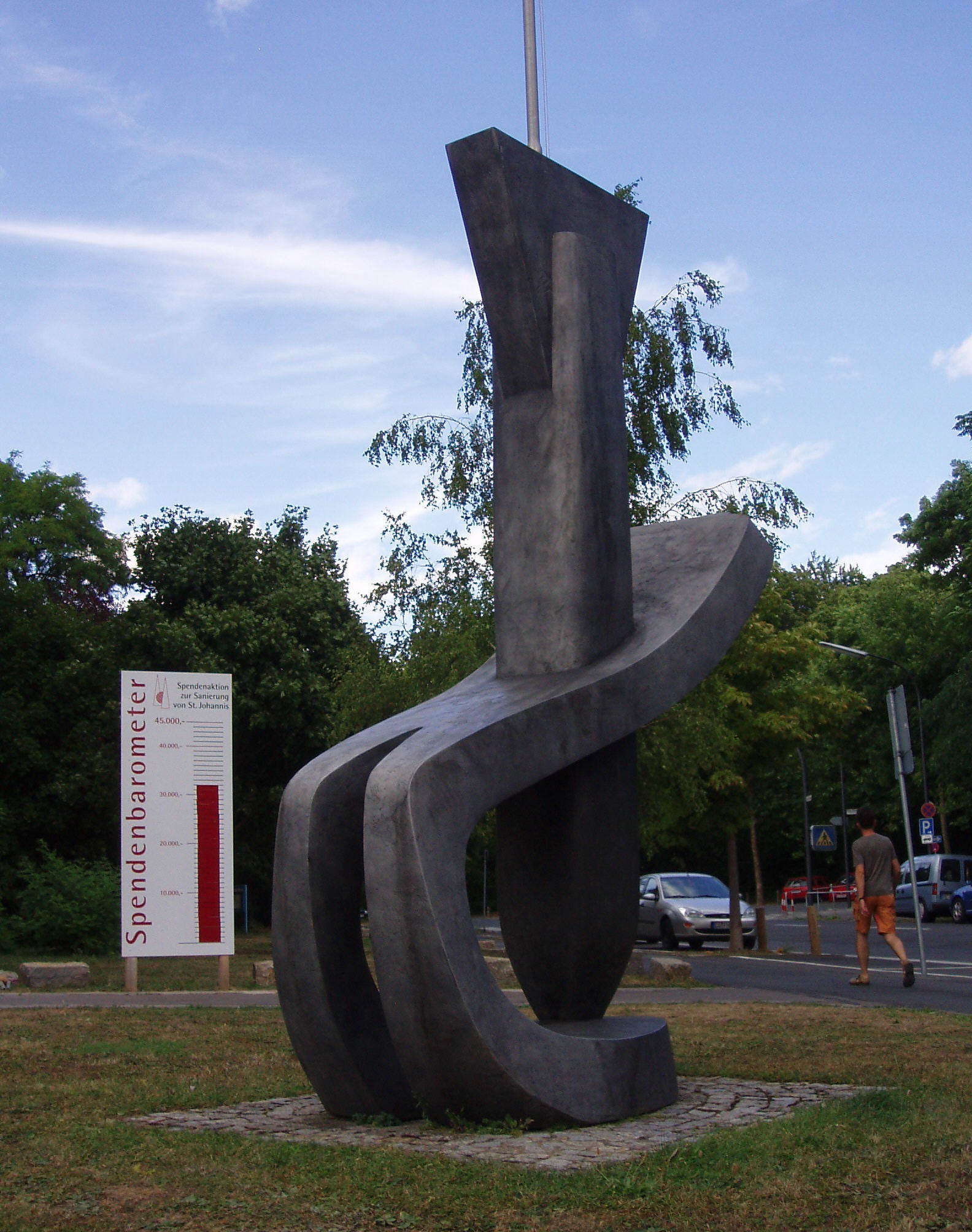
“被炸身亡”
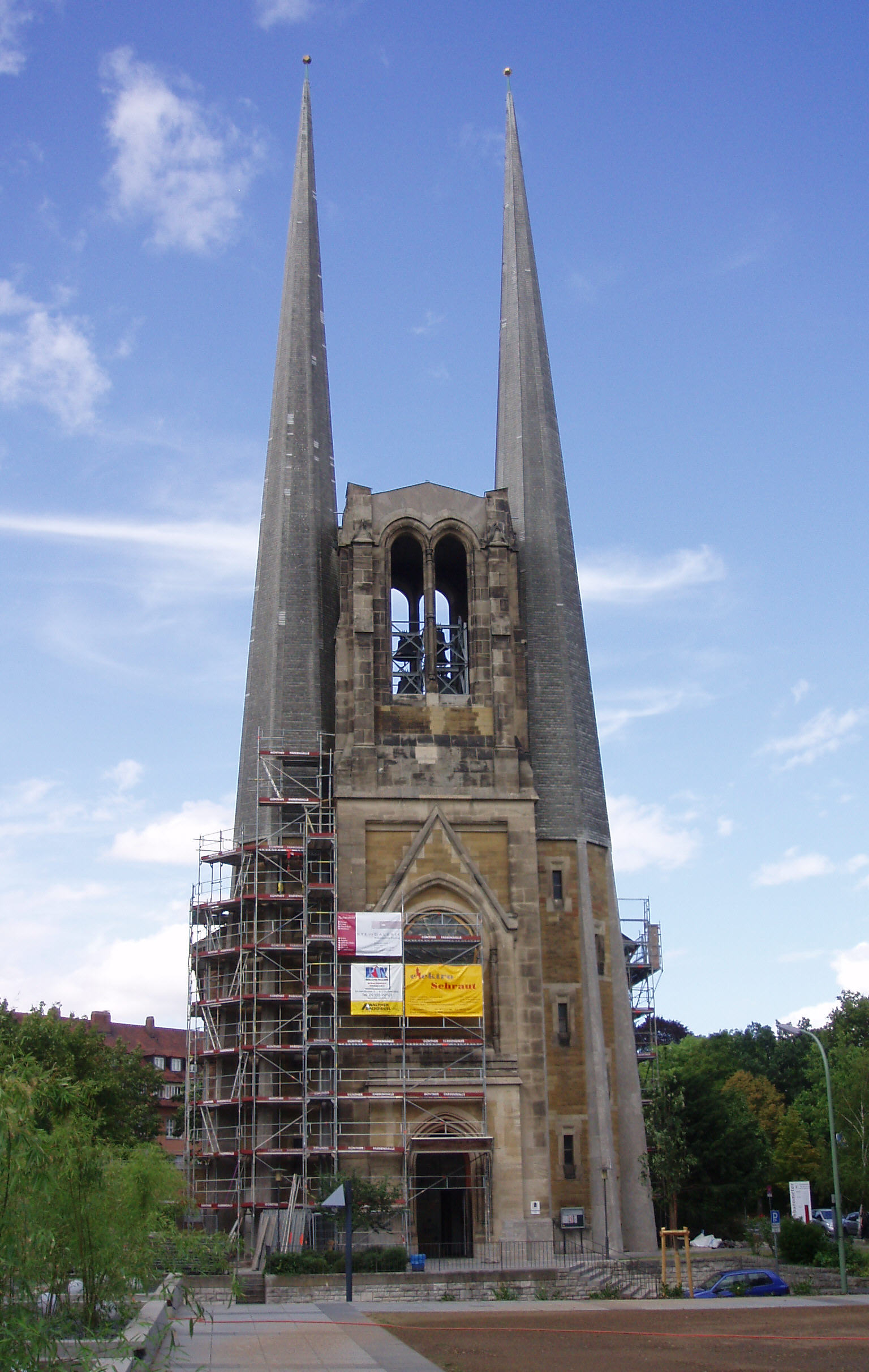
2008年维修期间